# Stadio del Trampolino
Stadio del Trampolino je sportovní areál určený pro skoky na lyžích nacházející se v piemontském středisku Pragelato. Nachází se zde můstky s konstrukčními body 125 m, 95 m, 60 m, 30 m a 15 m. Stavba celého areálu byla zahájena v roce 2003, konaly se zde zimní olympijské hry v roce 2006. Na středním můstku se zde v historii konala pouze tato akce, na velkém se skáčou závody světového, ale i kontinentálního poháru. Je typický tím, že leží v atypické nadmořské výšce, 1535 m n. m. Velmi nepravidelný vítr zde hodně ovlivňuje délku každého skoku.

## Technická data

### Velký můstek
- Konstrukční bod: 125 m
- Velikost můstku (Hill size): 140 m
- Rekord můstku: 145,0 m,  Simon Ammann ( 2008)
- Délka nájezdu: 105,4 m
- Výška odrazu: 3,24 m
- Délka odrazu: 6,8 m
- Nájezdová rychlost: 94 km/h

### Střední můstek
- Konstrukční bod: 95 m
- Velikost můstku (Hill size): 106 m
- Rekord můstku: 104,5 m,  Dmitrij Vassiljev; 104,5 m,  Michael Uhrmann (oba 2006)
- Délka nájezdu: 94,4 m
- Výška odrazu: 2,38 m
- Délka odrazu: 6,4 m
- Nájezdová rychlost: 87,8 km/h